# 天主教特南辛戈教區
天主教特南辛戈教區（拉丁語：Dioecesis Tenancingana）是墨西哥一個羅馬天主教教區，屬托盧卡總教區。
教區成立於2009年11月26日，位於墨西哥州南部。2009年有教友332萬829人（佔轄區總人口95.0%）、廿八個堂區、六十五名司鐸。現任教區主教為洛夫·戈梅斯-岡薩雷斯。